# Manbuta melanesia
Manbuta melanesia là một loài bướm đêm trong họ Erebidae.